# Kastell Odorheiu Secuiesc

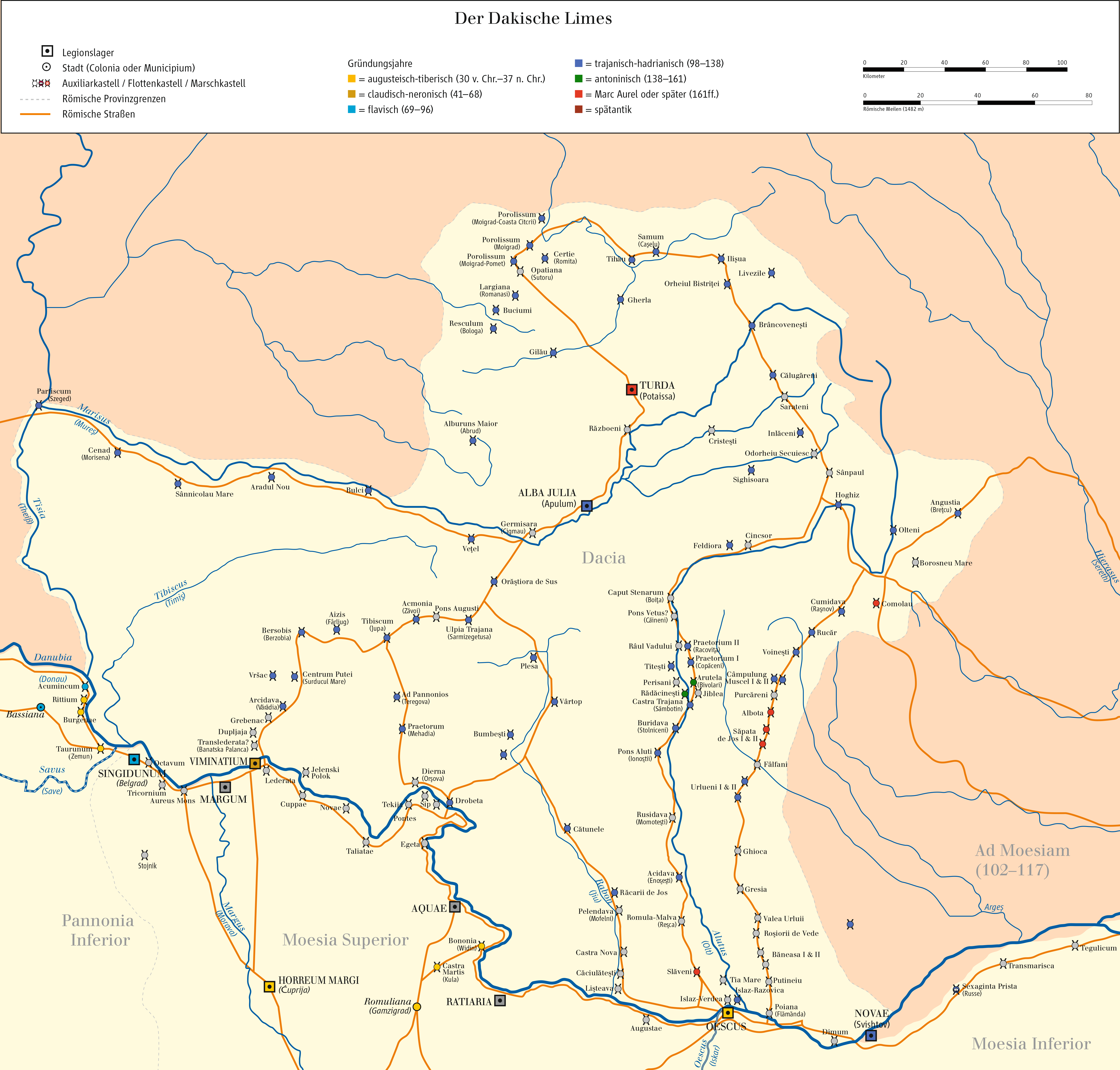
Die dakischen Limites

Kastell Odorheiu Secuiesc, mit antikem Name Aeropolis oder Areopolis (?), ist ein mit hoher Wahrscheinlichkeit vermutetes, ehemaliges römisches Hilfstruppenlager auf dem Gemeindegebiet von Odorheiu Secuiesc, Kreis Harghita in der rumänischen Region Siebenbürgen.

## Lage und Lokalisierungsversuche
Das Kastell befand sich vermutlich im nordöstlichen Teil der heutigen Stadt Odorheiu Secuiesc. Seine exakte Lage konnte jedoch bis heute nicht mit Sicherheit bestimmt werden, auch wenn bei früheren Ausgrabungen im Bereich der mittelalterlichen Burg Spuren von römischen Gebäuden identifiziert wurden. Die Häufung von römischen Funden im Bereich der Stadt, darunter insbesondere die Funde eindeutig militärischer Herkunft, sowie die Entdeckung der Kastellthermen machen seine Existenz aber zwingend wahrscheinlich.

## Thermen
Bereits 1847 wurden im Kreuzungsbereich der Strada Uzinei und der Strada Kornis Ferenc die Überreste der Kastellthermen entdeckt. Der gesamte Bereich ist heute überbaut. Es gelang aber seinerzeit, in dem freigelegten Balneum (Bad) zwei Apodyteria (Umkleideräume), zwei Elaeothesia (Ringplätze), ein Tepidarium (Warmbad), ein Caldarium (Heißbad) mit einem Lavabrum (Becken), ein Laconicum oder Sudatorium (Schwitzbad) und ein Frigidarium (Kaltbad) zu differenzieren. Ferner gelang es die Überreste zweier Praefurnia (Heizöfen) nebst dem Platz der Heißwasserkessel zu identifizieren, so dass das Badegebäude zeichnerisch rekonstruiert werden konnte. Der Grundriss ist etwas untypisch für dakische Kastellbäder: Die halbrunde Apsis befindet sich auf einer Mittelachse, umgeben von mehreren symmetrisch angeordneten quadratischen und rechteckigen Räumen.

## Truppen
Neben der Cohors I Vindelicorum ist die Cohors I Ubiorum epigraphisch in Odorheiu Secuiesc belegt. Die Ubierkohorte war zunächst in der Provinz Moesia inferior stationiert (inschriftlich für die Jahre 75, 78, 97, 99 und 105 belegt), wo sie nur die Bezeichnung Cohor Ubiorum, ohne Ziffernzusatz trug. Bei ihrer Stationierung in der Provinz Dacia superior nahm sie die Ziffer I in ihre Signatur und ist in dieser Provinz für die Jahre 136/138, 144, 157 und 179 bezeugt. Dazwischen wird sie in einem Militärdiplom - wieder ohne Ziffer - für die Zeit um 120/130 als zur Provinz Dacia inferior gehörig erwähnt.

## Limesverlauf
Zwischen dem Kastell Odorheiu Secuiesc und dem folgenden Kastell Sânpaul gibt es noch zwei weitere Limesbauwerke.
| Nr.   | Name/Typ                  | Ort               | Beschreibung/Zustand                                                                                               |
| ----- | ------------------------- | ----------------- | --- |
| RO202 | Kastell Odorheiu Secuiesc |                   | siehe oben |
| N.N.  | Wachturm                  | Odorheiu Secuiesc | Wachturm mit einem Durchmesser von acht Metern innerhalb des Stadtgebietes.                                        |
| RO206 | Kleinkastell              | Bădeni/Mărtiniș   | Vermutetes Kleinkastell, bei dem aber nicht sicher ist, dass es sich tatsächlich um ein römisches Bauwerk handelt. |
| RO207 | Kastell Sânpaul           | Sânpaul           | siehe Hauptartikel Kastell Sânpaul                                                                                 |

## Denkmalschutz
Die gesamte archäologische Stätte und im Speziellen das Kastell stehen nach dem 2001 verabschiedeten Gesetz Nr. 422/2001 als historische Denkmäler unter Schutz und sind mit dem LMI-Code HR-I-m-B-12692.02 in der nationalen Liste der historischen Monumente (Lista Monumentelor Istorice) eingetragen. Zuständig ist das Ministerium für Kultur und nationales Erbe (Ministerul Culturii şi Patrimoniului Naţional), insbesondere das Generaldirektorat für nationales Kulturerbe, die Abteilung für bildende Kunst sowie die Nationale Kommission für historische Denkmäler sowie weitere, dem Ministerium untergeordnete Institutionen. Ungenehmigte Ausgrabungen sowie die Ausfuhr von antiken Gegenständen sind in Rumänien verboten.